# Нина (балет)
«Ни́на, или Сумасше́дшая от любви» (фр. Nina, ou La Folle par Amour) — двухактный балет-пантомима балетмейстера Луи Милона по собственному сценарию. Поставлен на музыку Луи Персюи по мотивам одноимённой оперы Николя Далейрака, оформление Пьера Сисери и Луи Дагера. Премьера состоялась в парижской Опере (в то время — Императорская академия музыки), на сцене театра на улице Ришельё 23 ноября 1813 года.
Партию главной героини исполнила Эмилия Биготтини, годом ранее ставшая «первым сюжетом» (прима-балериной) труппы. В остальных ролях выступили Милон (отец), Альбер (Жерней), Мерант (Губернатор), Эли (Бленваль), Гуайон (Жорж), Марелье (Жоржетт), Шевиньи (Элиза).
Вслед за возвышением и падением Наполеона во Франции менялись и взгляды, и вкусы. Утратив интерес к обобщённым революционным идеалам, искусство поворачивалось к человеку, его мыслям и чувствам. Романтическая тема склонилась к мыслям о бренности жизни, случайности человеческого жребия. Оставляя в стороне богов и героев классицизма, постановщики всё чаще обращались к историям обычных людей, судьбы которых отражали противоречия действительности. По своему сюжету «Нина» стала предтечей «Жизели», героиня которой так же сходит с ума от любви.
С уходом Биготтини со сцены в 1823 году партию Нины исполняла Констанс Гослен. 16 марта 1826 года по рекомендации Огюста Вестриса в «Нине» состоялся парижский дебют его ученика Августа Бурнонвиля: он исполнил па-де-труа вместе с Лиз Нобле и Антуаном Полем, после чего получил ангажемент в Опере. 18 апреля 1827 года «Нина» с приглашённой Биготтини в главной роли была представлена в прощальном бенефисе балетмейстера.
«Нина» была одним из самых популярных балетов Милона наряду с его «Карнавалом в Венеции» (1816) и «Клари» (1820). Балет неоднократно возобновлялся и шёл на парижской сцене вплоть до 1837 года, когда на смену сентиментализму пришёл балетный романтизм и такие спектакли, как «Нина» или «Клари» уже не собирали полные залы. Одной из последних исполнительниц партии Нины была Фанни Эльслер, которая выступила в этой лирико-драматической роли 28 сентября 1837 года в Компьене, перед двором короля Луи-Филиппа.

## В других театрах
- 1820 — Берлин, балетмейстер Огюэ (по Милону)
- 1821 — Королевский театр, Лондон; в роли Нины — Лиз Нобле
- 6 января 1828 — Большой театр, Санкт-Петербург; балетмейстер Шарль Дидло (по Милону), в роли Нины — Авдотья Истомина
- 17 февраля 1831 — Большой театр, Москва; балетмейстер Жозеф Ришар, в роли Нины — Дарья Ришар (Лопухина)
- 1834 — Датский королевский балет, Копенгаген; балетмейстер Август Бурнонвиль